# Eduardo Bonfim
Eduardo Bonfim Gomes Ribeiro (Maceió, 18 de novembro de 1949 – Maceió, 23 de outubro de 2023) foi um advogado, servidor público e político brasileiro. Filiado ao PCdoB, foi deputado estadual de Alagoas, vereador de Maceió e deputado federal pelo referido estado.

## Carreira política
Começou a carreira política em 1982 ao ser eleito deputado estadual pela primeira vez.
Nas eleições de 1986, foi eleito deputado federal pelo PMDB. No ano seguinte, migrou para o PCdoB.
Foi eleito vereador de Maceió em 1992.
Candidatou-se a senador da República em 2002 e 2010, sem lograr êxito.

## Morte
Morreu no dia 23 de outubro de 2023 aos 73 anos, em decorrência de um infarto.